# Ernő Kiss
Ernő Kiss (13. června 1799 Temešvár – 6. října 1849 Arad) byl maďarský generálporučík, který byl popraven za svou účast v maďarské revoluci 1848.
Je považován za jednoho z Aradských mučedníků.

## Život
Ernő Kiss pocházel z transylvánské rodiny s arménskými kořeny.
Absolvoval vídeňské Theresianium a v roce 1818 vstoupil do císařské armády.
V roce 1848 se přidal k maďarským revolucionářům a bojoval proti Srbům.
Po bitvě u Pancsova rezignoval na velení a 9. března 1848 obdržel II. třídní řád za zásluhy maďarské armády. Sloužil jako zástupce ministra obrany a po kapitulaci Vilagóše byl zajat carskou armádou.
Vojenský soud v Aradu ho odsoudil k trestu smrti zastřelením, jelikož nebojoval proti rakouské armádě. Rozsudek byl vykonán 6. října 1849.
Jeho tělo je pohřbeno v Elemirské kryptě katolického kostela.

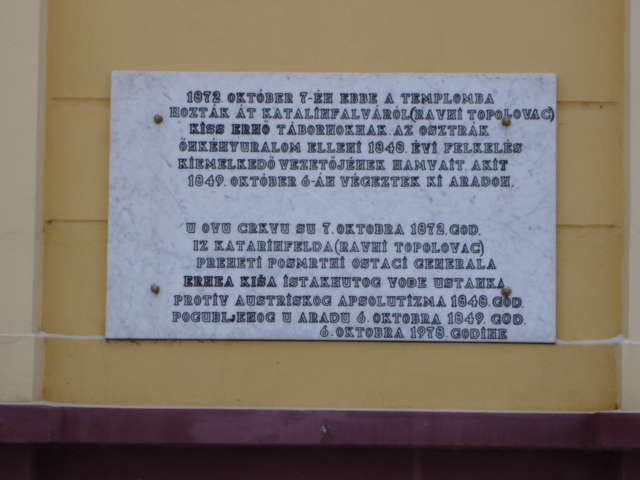
Pamětní deska v Elemiru